# Runenstein von Glemminge

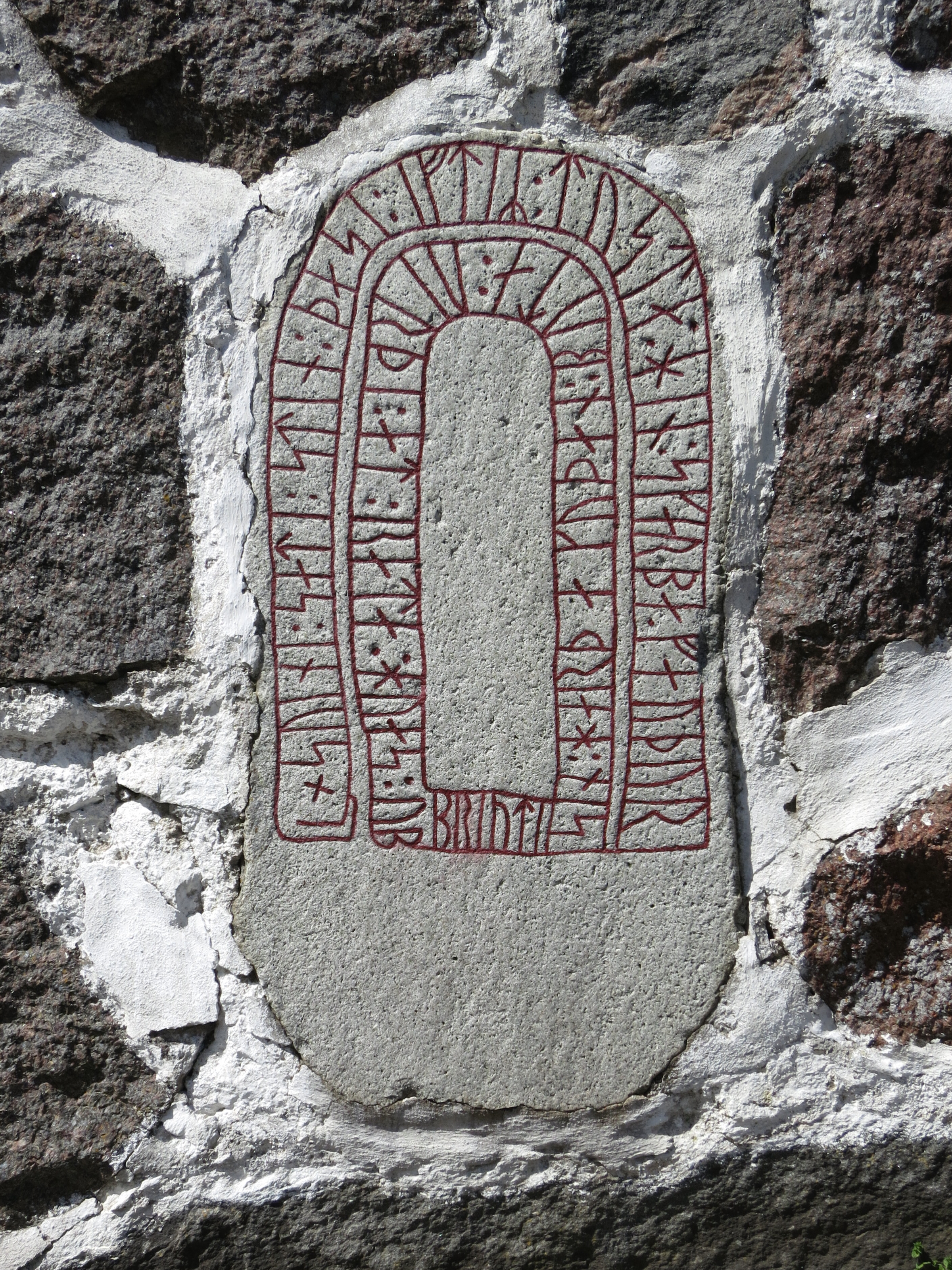
Glemmingesten

Der Runenstein von Glemminge  (schwedisch Glemmingestenen; Samnordisk runtextdatabas DR 338) ist ein Runenstein aus Granit, eingemauert in der östlichen Friedhofsmauer der Kirche von Glemmingebro am Trumlevvägen in Ystad in Schonen in Schweden.
Der Runenstein stellt (anders als der Runenstein von Älleköpinge) den Übergang von Runen in vertikalen Reihen, die durch Rahmenlinien begrenzt sind, zu Runen im Schlangenband dar, da die Runen in zwei geschlossenen umlaufenden Bändern liegen. Allerdings bleibt der Stein ansonsten unverziert und schlicht. Den Schritt zum noch schlichten Schlangenband vollzieht dann der Stora Köpingesten.

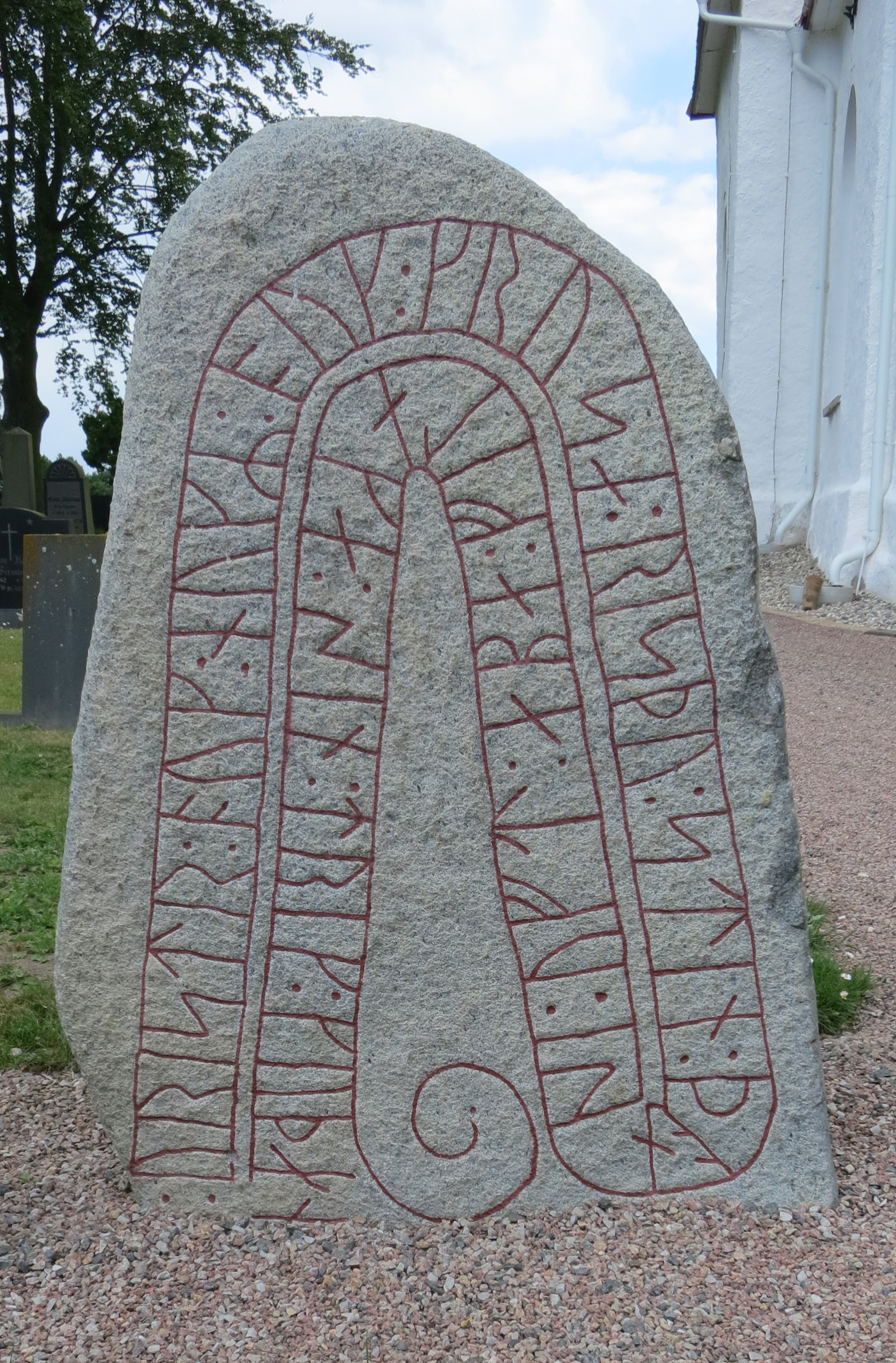
Stora Köpingesten

Der Text lautet: „Sven legte diesen Stein nach Toste dem Scharfen (Tapferen), seinem Vater, einem sehr guten Edelmann. Möge zugrunde gehen, der das Denkmal zerbricht.“
In der Nähe befindet sich der Klövasten von Glemminge.